# سیارک ۷۰۷۸
سیارک ۷۰۷۸ (به انگلیسی: 7078 Unojonsson، نامگذاری:1985UH3) هفت هزار و هفتاد و هشتمین سیارک کشف شده‌است که در ۱۷ اکتبر ۱۹۸۵ کشف شد.
قدر مطلق سیارک برابر ۱۳٫۴۰ است.